# 페그 솔리테어

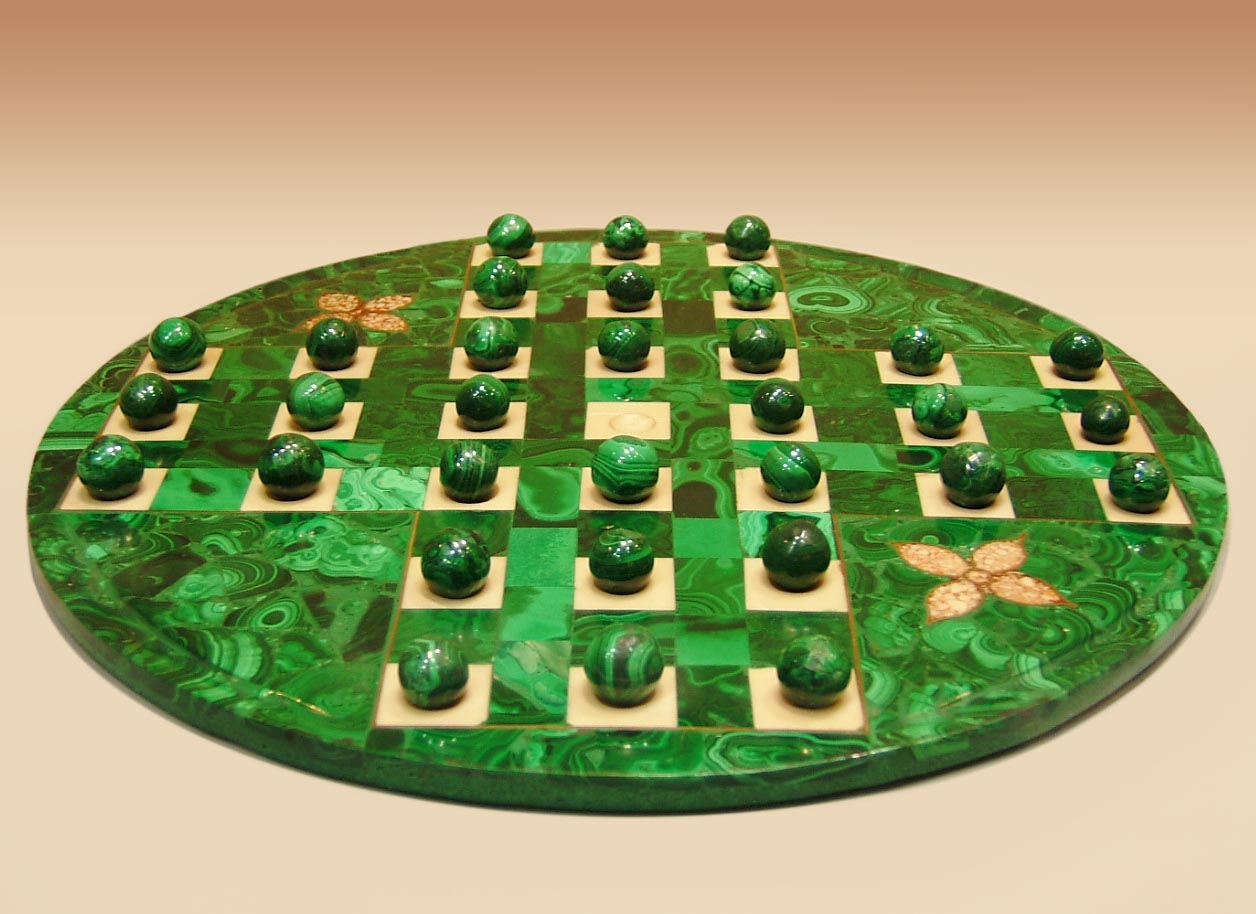

페그 솔리테어(Peg Solitaire)는 구멍에 여러 개의 구슬을 놓은 뒤에 구슬을 다른 구슬로 넘기면서 구슬을 제거하는 보드게임이다. 이름에 솔리테어가 들어간 것처럼 혼자서 플레이하는 게임이며, 한 개의 구슬을 남기고 모든 구슬을 없애는 것이 목적이다....

## 종류
가장 간단한 형태는 삼각형 형태이다. 다음과 같이 구슬을 배열한다. 흰색 원은 공백, 검은색 원은 페그(peg, 구슬)이다.
| ○ ●● ●●● ●●●● ●●●●● |

일반적으로는 십자가 모양의 보드판에 구슬을 넘기는 방식을 사용한다. 영국식(English)과 유럽식(European) 배열 방식이 다르나 게임하는 방법은 동일하다.
| 영국식                                                            | 유럽식                                                                    |
| ----------------------------------------------------------------- | ------------------------------------------------------------------------- |
| ● ● ● ● ● ● ● ● ● ● ● ● ● ● ● ● ○ ● ● ● ● ● ● ● ● ● ● ● ● ● ● ● ● | ● ● ● ● ● ● ● ● ● ● ● ● ● ● ● ● ● ● ○ ● ● ● ● ● ● ● ● ● ● ● ● ● ● ● ● ● ● |

## 풀이법

### 변길이 5인 삼각형
원래 정삼각형 모양으로 배열하나 좌표를 불러주기 쉽게 직각이등변삼각형으로 배열한다. 여기서 페그는 가로/세로 혹은 ↘대각선 방향으로 넘길 수 있다고 가정한다.
| a b c d e 1○ 2●● 3●●● 4●●●● 5●●●●● |

여기서 움직임은 (넘어가는 페그의 시작위치, 제거되는 페그의 위치, 넘어가는 페그의 최종 위치)로 기록한다.
ㅜ
(3a, 2a,1a);(3c, 3b, 3a);(1a, 2b, 3c);(4a,3a,2a);(5d,4c,3b);(3c,3b,3a);(2a,3a,4a);(4a,4b,4c);(5e,4d,3c);(5b,5c,5d);(3c,4c,5c);(5d,5c,5b);(5a,5b,5c)
 위키미디어 공용에 페그 솔리테어 관련 미디어 분류가 있습니다.